# انقلاب 1756
انقلاب 1756 (بالسويدية: Kuppen 1756)؛ كان محاولة لانقلاب خططت لها ملكة السويد لوفيسا أولريكا لإلغاء سلطة ريكسداغ الطبقات الذي كان يهيمن على السياسة والاقتصاد منذ 1718، بحيث أصبحت شخصية الملك مجرد رئيس صوري، حاولت الملكة إعادة الملكية المطلقة في السويد على نهج وطنها بروسيا، ولكن تم الكشف عن محاولة الانقلاب وإخمادها في عام 1756 قبل وقت قصير من تنفيذ الخطة، وتسبب الانقلاب في شقاق بين الأسرة الملكية والبرلمان.

## الخطة

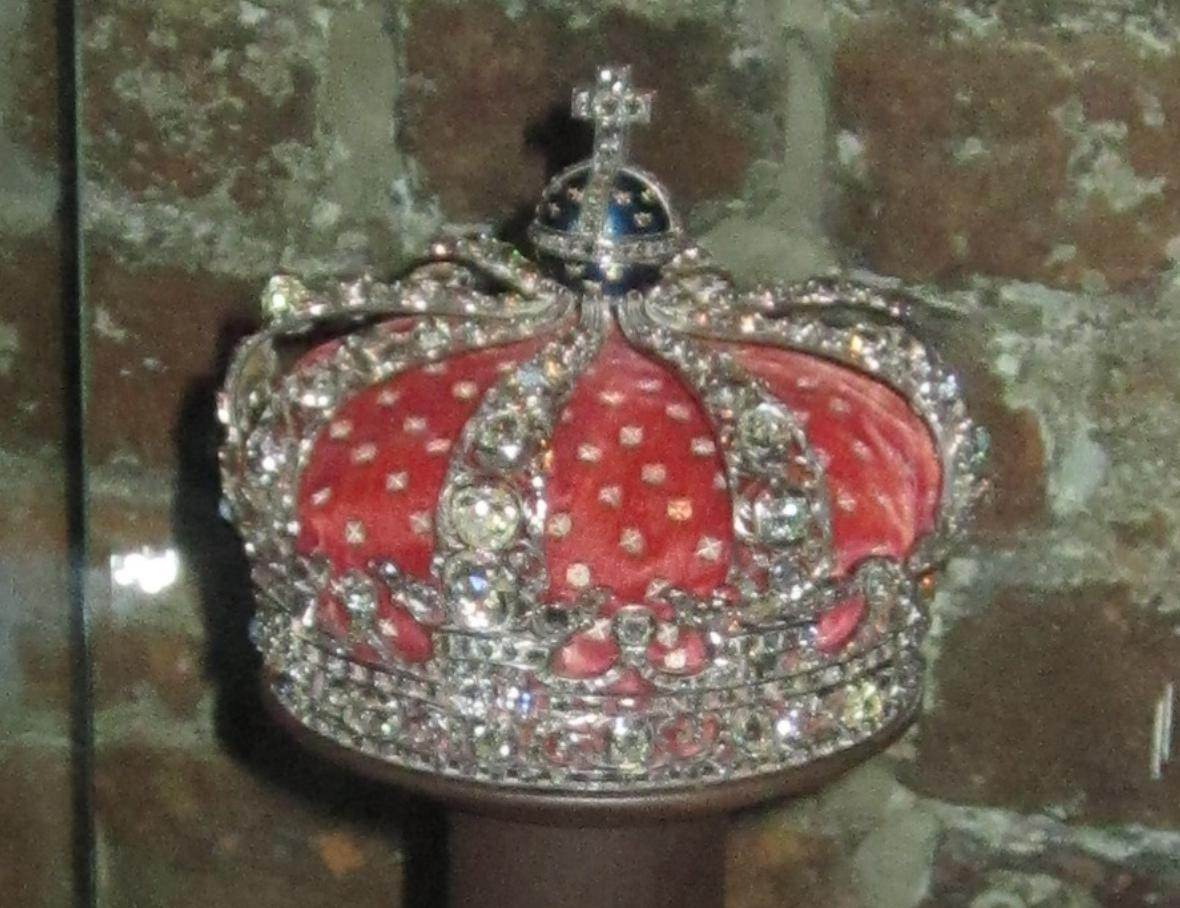
تاج ملكة السويد منذ 1751، في خزانة الملكية بقصر ستوكهولم.

كانت الخطة الأساسية هي محاولة سفر الزوجين الملكيين الملكة لوفيسا أولريكا وزوجها الملك أدولف فريدريك نحو أوبسالا ومن هُناك يلتقوا مساعدة من أفواج الجيش المتركزة في المقاطعات القريبة وبعدها يسيرون إلى العاصمة، ولكنت الخطة فشلت بسبب مرض الملك في 1755، وتم وضع خطط جديدة.
لتمويل الانقلاب قامت الملكة برهن المجوهرات التي قدمتها لها الدولة كهدية زفاف، بالإضافة إلى بعض جواهر التاج المملوكة للدولة، من بينها 44 ماسة كانت قد أزالتها من تاج الملكة التي رهنتها في برلين، وتفاوضت مع أقاربها في ألمانيا بوساطة شقيقها الأمير أوغست فرديناند البروسي، بحيث تم وضعهم كضمان للحصول على قرض هُناك، وكما اقترضت 6000 دوكات من صهرها كارل الأول، دوق براونشفايغ-فولفنبوتل، خلال هذه المرحلة وصلت الشائعات إلى البرلمان من قبل إحدى وصيفاتها التي كانت من أتباع القبعات المخلصين وليست مؤيدة للملكية المطلقة مفادها أن بعض مجوهرات التاج كانت مفقودة.
في أبريل 1756 طالب الريكسداغ برصد جواهر التاج، ولكن الملكة رفضت السماح لهم برؤية جواهر التاج، لأنها اعتبرتها ملكية خاصة لها، ومع ذلك كانت على استعداد للسماح لهم برؤية المجوهرات، ولكن مع إصابة الملك بالمرض منحها الوقت لإرسال المزيد من المجوهرات إلى برلين، وأخيراً أُجبرت على الموافقة برصد المجوهرات في تاريخ محدود بـ 22 يونيو، ولكنها خططت مع أتباعها حول منع ذلك من خلال تنظيم الانقلاب قبل ذلك اليوم، على الرغم من احتجاجات الملك أدولف فريدريك.
كانت الخطة الآن هي إثارة الشغب في العاصمة من خلال رشوة أحد العامة، بمقابل يتمكن أتباعها بالسيطرة على حرس وحامية ستوكهولم والتي تقوم برشوة معظمهم، وعندما يتم استدعاء الجيش لإخماد الشغب، يتمكن أنصارها من احتلال مقرهم العسكري في العاصمة وبالتالي يؤدي إلى إغلاق الريكسداغ وحله واعتقال المعارضة، مما يتوجب تشكيل ريكسداغ جديد والموافقة على دستور جديد وإعادة تطبيق الملكية المطلقة.

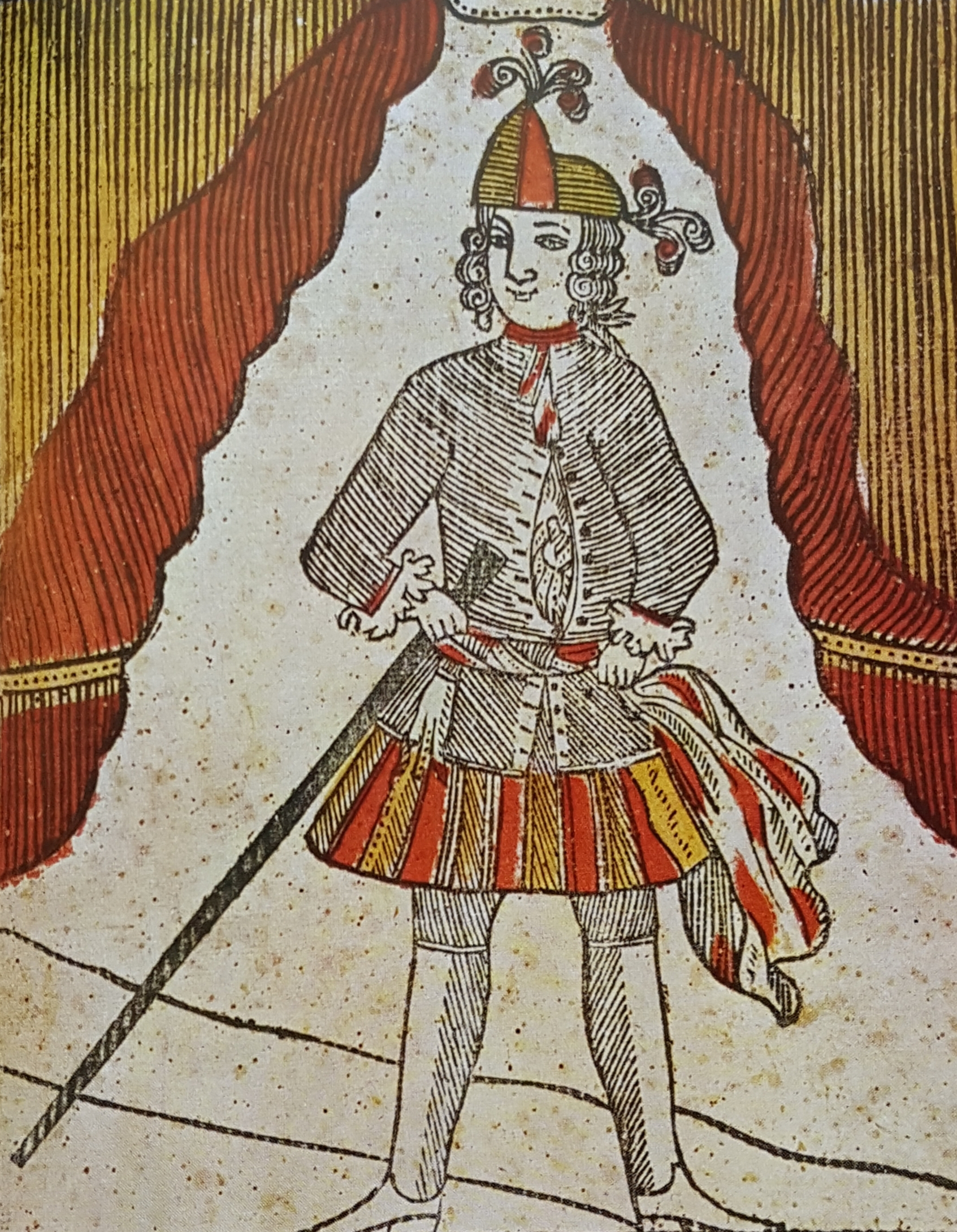
رسمة تعود لـ إرنست أنغل الذي يعتقد بأنه ابن غير الشرعي لشقيق الملك فريدريك الأول، ومن خلال هذا المنوال يعتبر خال في المستقبل الملكة القرينة هيدفيغ إليزابيث شارلوت، كشف عن خطط الانقلاب وهو في حالة سُكر، اعدم في 26 يوليو 1756.

في 21 يونيو 1756 قام أحد الانقلابين بالتحدث عن خطط الثورة ملكية هو في حالة سُكر في إحدى الحانات، بتوازي ذلك حاول أحد الضباط الملكيين بتجنيد إحدى العُرفاء من الحامية في الانقلاب الذي بدوره قام بإبلاغ القبعات، وفي 22 يونيو 1756 غادر الملك والملكة العاصمة نحو قصر أولريكسدال لتجنب التواجد أثناء رصد جواهر التاج، وفي اليوم نفسه تم ألقي القبض على مجموعة من أتباعها، وأثناء الاستجواب كشف أحد الانقلابين الذي كان سكران في الليلة الماضية عن المؤامرة بأكملها، وفي فترة ما بعد الظهر تم بإبلاغ الملكة بالاعتقالات، نصحها أحد أتباعها بالمغادرة إلى أوبسالا على الفور، واستخدام خطة الأولية للعام السابق والتوجه منها إلى ستوكهولم، وعندما عاد الملك والملكة إلى العاصمة في تلك الليلة، قامت الميليشيات بدوريات مكثفة في الشوارع وكانت أسلحتهم موجهة نحو القصر الملكي، وعند وصولهم أرسل إليهم تقريرًا رسميًا عما حدث، قضى الزوجان الملكيان ليلتهما مع اتباعهم، يناقشان الإجراء الذي يجب اتخاذه، كانت لدى الملكة خطط للهروب بالاستعانة بالحرس الملكي، لكن الحرس رفض دعمهم، وفي صبيحة اليوم التالي، استدعت الملكة أتباع آخرين، تم عرض عليهم خطة للملكة للهروب نحو أوبسالا، لكن أحد أتباع رفض الموافقة بكونه قائد حامية أوبسالا، لم يكن من الممكن تحقيق الخطة دون دعمه وبهذا تم إجهاض خطة الانقلاب أخيرًا، وفي أيام التالية تم القبض على العديد أعضاء حزب الملكي أو أنهم فروا لتجنب الاعتقال، وفي يوليو 1756 تم إعدام سبعة أعضاء من أتباع الملكة.
كان ريكسداغ الطبقات يدرك جيداً أن الملكة لويزا أولريكا كانت مسؤولة عن محاولة الانقلاب، وكانت هناك مناقشات حادة حول كيفية التعامل معها، ومع ذلك في النهاية لم يتم اتخاذ أي إجراء ضدها ربما مراعاة للقوى الأجنبية وخصوصاً بروسيا التي كان يحكمها شقيقها فريدرش الكبير، وفي 4 أغسطس قدم وفد من البرلمان بقيادة رئيس أساقفة أوبسالا صموئيل ترويليوس مذكرة إلى الملكة، والتي أجبرت على الرد عليها بخطاب ندم، بحيث ورد في المذكرة بأنها " نسيت واجباتها تجاه الله وقرينها ومملكة السويد وبأنها أصبحت مسؤولة عن سفك الدماء الذين تم أعدموا مؤخراً"، ردت الملكة رسمياً على مذكرة البرلمان بشُكران للتأنيب نيابة عن لصالح الأمة وعن نفسها وأكدت " أنها لم تتمنى أي شر للمملكة إطلاقاً"، وأفاد ترويليوس أن " الله وحده يعلم ما إذا كان قد قيل عن ظهر قلب، على الرغم من أنه يجب على المرء أن يأمل في الأفضل"، وذكر رئيس الأساقفة أنه لاحظ دموع الغضب والحزن في عينيها أثناء الانفراد بها، ومع ذلك اعتبرت الملكة بأن التوبيخ إهانة مهينة لها، وكتبت على الفور إلى شقيقها فريدرش الكبير بأني "حاولت خلال المقابلة إظهار كل مشاعر الباردة والازدراء الممكنة القيام به بالتظاهر في أصعب لحظاتي ومع ذلك أذكر في نفسي بأنني شقيقة فريدرش الكبير، ولأني لم أندم على شيء سوى أن خطتي قد فشلت"، وفي الوقت نفسه قُرأ على الملك بياناً من قبل الوفد، ينص على أنه سيتم عزله إذا وقع مثل هذا الحادث مرة أخرى.
تم مكافأة الوصيفة التي أخبرت البرلمان بفقدان المجوهرات سابقاً، بلقب فخري "ابنة البرلمان" (Ständernas dotter)، رغم أنها فقدت منصبها في البلاط الملكي، إلا أنه حصلت على معاش تقاعدي قدره 2000 دولار.